# Азилаль
Азилаль (араб. أزيلال‎) — город в Марокко, расположен в области Тадла-Азилаль.

## Географическое положение
Центр города располагается на высоте 1389 метров над уровнем моря.

## Демография
Население города по годам:
| 1994   | 2004   | 2012   |
| ------ | ------ | ------ |
| 18 080 | 27 719 | 38 126 |

## Транспорт
Ближайший аэропорт расположен в городе Бени-Меллаль.